# Cuniraya Huiracocha
Cuniraya o Cuniraya Huiracocha (también escrito Cuniraya Viracocha; en ortografía quechua contemporánea: Kuniraya Wiraqucha) es un dios incaico nombrado dentro del manuscrito de Huarochirí. Se ha propuesto que sería fruto del sincretismo entre una huaca local costeña y el dios creador Viracocha.
Se ha propuesto que el epíteto "Cuniraya" podría estar relacionado etimológicamente con el conocido epíteto "Contiti".

## Concepto

Cuniraya Huiracocha es el resultado del sincretismo de una huaca local y el dios creador Apu Qun Tiqsi Wiraqucha.

Dentro de Huarochirí, se establece a Cuniraya Huiracocha como la fusión de una huaca local y del dios creador Huiracocha.
Respecto a la huaca local, la información de la misma es prácticamente exigua.
En la misma fuente, el tiempo se divide en cuatro edades y cada una de ellas fue gobernada por un dios diferente: Yanañamca y Tutañamca, Huallallo Carhuincho, Pariacaca y Cuniraya Huiracocha.
Esta línea de tiempo suele ser confusa, puesto que, se considera a Cuniraya como un dios que existió antes que cualquier cosa en el mundo.
Algunos investigadores han llegado a la conclusión de que Cuniraya Huiracocha es un dios transtemportal, es decir, un dios que no ocupa un solo periodo sino que trasciende a las otras edades donde gobiernan los otros dioses ya mencionados.
La versión Huanca tiene algunas diferencias con la versión de Huarochirí. En dicha versión, se establece que estos fueron creados por el dios Viracocha. Para ser exactos, todos ellos nacieron y fueron moldeados por las yemas de los dedos del todopoderoso Viracocha.
Cuniraya puede ser encasillado perfectamente como un Trickster, pues con su inmensa astucia lograba engañar a todas las demás huacas y hacer toda clase de hazañas. Del mismo modo, Cuniraya se transformaba en cualquier elemento, eligiendo los más idóneos para consumar sus objetivos.

## Representación
El dios Cuniraya era considerado como el privilegiado y todopoderoso dios creador de todo lo que existe en el mundo, dador de la vida a todas las comunidades y seres vivos; sin embargo, este dios suele contrapesar dichas cualidades con el aspecto que suele tomar. Por lo general, Cuniraya toma la apariencia de una persona indigente y de aspecto infortunado.
Según Huarochirí, el dios elegía esta forma para humillar a los demás dioses y/o huacas de la región.
En relación con lo anterior, existen dioses y personajes mitológicos andinos que tienen esta peculiar manera de manifestarse. Entre ellos, se tiene al dios Viracocha, Pariacaca, Guamansuri (padre de Catequil), etc.
Existe la posibilidad de que la particular manifestación de estos dioses y/o personajes míticos haya servido como pilar para la creación de numerosas leyendas andinas que rezan sobre el advenimiento de una persona (mayormente un hombre) humilde a un lugar o comunidad. Esta divinidad pide apoyo a los hombres; sin embargo, debido a su aspecto, no logran reconocer al dios y, por ende, no lo ayudan. Entre toda la población, una sola persona es quien socorre a la divinidad disfrazada. A esta persona se le advierte trasladarse a otro lugar junto a conocidos suyos para evitar el castigo que el indignado dios desencadenará sobre el lugar de los hechos.

## Mitología

### Cuniraya Huiracocha y Cahuillaca
Dicen que, en tiempos muy antiguos, el dios Cuniraya Huiracocha, convertido en hombre de aspecto pobre, andaba paseando con su capa y su cusma hechas harapos. Sin reconocerlo, algunos hombres lo trataban de mendigo andrajoso. Sin embargo, este hombre daba vida a todas las comunidades. Con su sola palabra, preparaba el terreno para las chacras y consolidaba los andenes. Con nada más que arrojar una flor de cañaveral llamado pupuna (objeto comparado a una lanza) abría un acueducto desde su fuente.
De esta manera, Cuniraya iba realizando toda clase de hazañas y hacía palidecer a los demás dioses y/o huacas locales con su sabiduría.
Había una vez una mujer llamada Cahuillaca que también era huaca. La dicha Cahuillaca era todavía una doncella y era dueña de cautivante belleza. Como ella era muy hermosa, todos los huacas y huillcas la anhelaban fervientemente; sin embargo, esta diosa siempre los rechazaba.
Sucedió que esta mujer, que nunca se había dejado tocar por un hombre, estaba tejiendo debajo de un lúcumo. El astuto Cuniraya, quien se encontraba cerca, se convirtió en pájaro y voló hacia la copa del árbol. Como había allí una lúcuma madura, depositó su simiente en ella y la hizo caer cerca de la mujer. Al ver la apetecible fruta, la diosa Cahuillaca, contenta y libre de sospechas, se la comió. Así quedó encinta sin que ningún hombre hubiera llegado hasta ella.
Nueve meses más tarde, como suelen hacer las mujeres, Cahuillaca también dio a luz, aunque fuese todavía doncella.
Durante un año más o menos, crio sola a su hijo, amamantándolo. La curiosidad siempre estaba presente en la diosa, pues se preguntaba de quién podía ser hijo.
Al cumplirse el año, que fue el momento en el que su niño ya andaba a gatas, Cahuillaca hizo llamar a todos los huacas y los huillcas con la finalidad de saber quién era el padre. Cuando oyeron el mensaje, todos los huacas se regocijaron mucho y acudieron vestidos con su ropa más selecta, cada uno convencido de ser el que Cahuillaca iba a amar. Esta reunión tuvo lugar en Anchicocha.
Cuando llegaron al lugar donde residía esa mujer, todas los huacas y los huillcas se sentaron; entonces ella les habló: “¡Miradlo! varones, señores, ¡reconoced a este niño! ¿Quién de vosotros es el padre?”. Y a cada uno le preguntó si había sido él.
Ninguna de las huacas presentes afirmó ser el padre de su hijo.
Cuniraya Huiracocha, como suelen hacer los muy pobres, se había sentado a un lado; despreciándolo, Cahuillaca no se dignó en preguntarle a él, pues le parecía imposible que su hijo hubiera podido ser engendrado por aquel hombre pobre, habiendo tantos varones agraciados presentes.
Como nadie admitía que el niño era su hijo, le dijo a este que fuera él mismo a reconocer a su padre; antes, les explicó a los huacas que, si el padre estaba presente, su hijo se le subiría encima.
El niño anduvo a gatas de un lado a otro (de la asamblea), pero no se subió encima de ninguno de los presentes. Así fue hasta llegar al lugar donde estaba sentado su padre. Enseguida, muy alegre, se trepó por sus piernas.
Cuando su madre lo vio, muy encolerizada, gritó: “¡Ay de mí! ¿Cómo habría podido yo dar a luz el hijo de un hombre tan miserable?” y, con estas palabras, cargando a su hijito, se dirigió hacia el mar.
Entonces Cuniraya Huiracocha dijo: "¡Ahora sí me va a amar!” y se vistió con un traje de oro y empezó a seguirla; al verlo, todos los huacas locales se asustaron mucho.
Cuniraya la llamaba diciéndole: “Hermana Cahuillaca ¡mira aquí! Ahora soy muy hermoso” y se enderezó iluminando la Tierra.
Sin embargo, la diosa Cahuillaca no volvió el rostro hacia él; se dirigió hacia el mar con la intención de desaparecer para siempre por haber dado a luz el hijo de un hombre tan despreciable y mugriento; llegó al sitio donde, en efecto, todavía se encuentran dos piedras que asemejaban la forma de seres humanos, en Pachacámac mar adentro.
Al momento mismo en que llegó allí, se transformó en piedra.
Como creía que Cahuillaca iba a verlo, que iba a mirarlo, Cuniraya Huiracocha la seguía a distancia gritándole y llamándola insistentemente.
En este punto, Cuniraya se encuentra con diversos animales, los cuales según la respuesta que le den, el dios los recompensaba o los maldecía.
Él les preguntó a todos ellos sobre el paradero de Cahuillaca.
Los animales que le indicaron el trayecto de la anhelada diosa y le alentaron fueron recompensados por Cuniraya. Entre ellos, están: el cóndor, el puma y el halcón.
Los animales que le respondieron negativamente y le desalentaron fueron maldecidos por Cuniraya. Entre ellos, están: el zorrillo, el zorro y el loro.
De esta forma, el dios llegó hasta la orilla del mar; desde allí, Cuniraya nadó hacia las islas Pachacámac. Cuando arribó a dicha isla, Cuniraya llegó a una parte donde se encontraban las hijas de Pachacámac; las cuales eran custodiadas por un Amaru.
Cuniraya quiso vengarse de Pachacámac; pues él pensaba que Pachacámac era el responsable de apartarlo de su amada Cahuillaca.
Poco antes, la diosa Urpihuachac había entrado en el mar para visitar a Cahuillaca.
Aprovechando la ausencia de la madre, Cuniraya violó a la hija mayor. Cuando quiso hacer lo mismo con la menor, esta se transformó en una paloma y alzó el vuelo. Es por esta razón que a la diosa la llamaron Urpihuachac (la que pare palomas).
En aquella época, los peces aun no existían en el mar. Solamente la diosa Urpihuachac los criaba en un pequeño estanque dentro de su hogar.
Al enterarse de que Urpihuachac había ido a visitar a Cahuillaca, Cuniraya, furioso, arrojó todos los peces al mar. De esta manera, los peces comenzaron a multiplicarse de a miles. Es por esta razón que el mar está lleno de peces.
Cuando sus hijas le contaron como Cuniraya las había violado, Urpihuachac, furiosa, lo persiguió.
Al ver que no podía alcanzar a Cuniraya, la diosa quiso engañarlo y aplastarlo con una enorme roca que ella misma hizo crecer. Sin embargo, el astuto Cuniraya salió ileso del engaño y logró escapar.

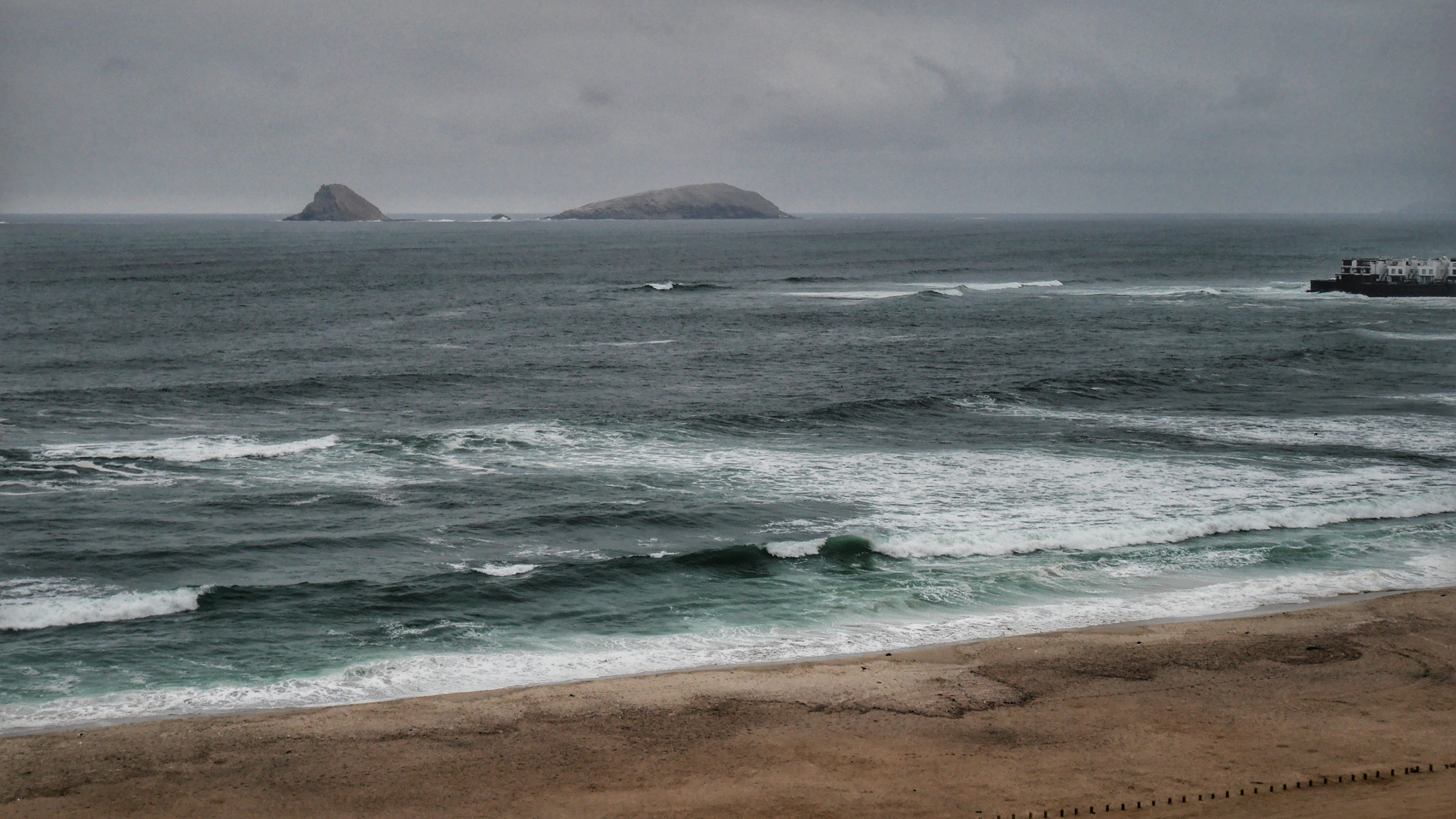
La diosa Cahuillaca, al lanzarse al mar junto a su hijo, se convirtieron en las Islas Pachacámac

### La mujer de Collquiri
Se menciona que, en el lago Yansa o Yansacocha, existió un huaca de nombre Collquiri.
En aquella época, el solitario Collquiri anhelaba tener una mujer.
Por esta razón, este huaca se encaminó hacia los territorios de Yauyos y Chaclla; con el propósito de encontrar una mujer. A pesar de su incesante búsqueda, no la encontró.
Un día, Cuniraya se le presentó y le dijo: "Hola, tu mujer está por estas partes, está muy cerca."
Así, con júbilo, Collquiri fue a verla. Así lo hizo desde el cerro que domina Yampilla. En dicho cerro, Collquiri miró en dirección a Yampilla. Observando por ahí, logró observar a una mujer de desmesurada belleza que se encontraba bailando. El nombre de esta mujer era Capyama.
Al vislumbrar tal belleza de aquella mujer, Collquiri pensó en su corazón que ella era la que debía de ser su mujer.
De esta manera, Collquiri envió a uno de sus muchachos (servidores) y le dijo: "Anda hijo; vas a decir a esta mujer que su llama ha parido un macho. Así ella va a venir enseguida."
El muchacho fue a cumplir con su encargo asignado.
Al llegar donde Capyama, le dijo: "Madre, tu llama ha parido arriba en el cerrito." La mujer, alborozada, se dirigió enseguida a su casa.
Capyama colocó su tambor de oro en el centro de la casa; a su lado colocó pequeñas bolsitas y enseguida trayendo solo un porongo de chicha fue con mucha prisa (al lugar donde la estaba esperando el mensajero de Collquiri).
El nombre que la etnia de los Concha le dan al dicho porongo es lataca o rataca.
Cuando el huaca Collquiri la vio llegar, se alegró mucho y retornó enseguida hacia Yansa.
Entonces su muchacho, al conducir a esta mujer, la engañaba diciendo: "Casi hemos llegado; está aquí cerca."
Collquiri, transformado en un ave llamado callcallo, la esperaba en el cerro que domina Yampilla.
Cuando la mujer arribó, esta quiso atrapar al callcallo. El ave, revoloteando por aquí y por allá, no se dejó capturar fácilmente. Sin embargo, la mujer logró capturar al ave y, posteriormente, lo colocó en su regazo.
Al agarrarlo, esta derramó la chicha que llevaba en su rataca. Al instante, se formó un manantial en el lugar donde se derramó la bebida.
Se dice que, aún al día de hoy, dicho manantial lleva el nombre de Ratactupi.
El callcallo que traía en su regazo empezó a crecer y comenzó a pesar sobre el vientre de la mujer, causándole gran dolor.
Preguntándose que era lo que podía ser, lo miró. Al caer al suelo, apareció un muchacho bastante majo.
Este la saludó con gratas palabras: "No perdiste tiempo, hermana en colocarme en tu regazo. ¿Ahora qué vamos a hacer? Yo era quien te hice llamar."
Apenas lo vio, la mujer también se enamoró perdidamente de él.
De esta manera, Capyama y Collquiri se acostaron juntos.
Posteriormente, Collquiri la llevaría hacia su tierra en Yansacocha.

### El advenimiento de los "Huiracochas"
Una de las tantas cualidades de Cuniraya Huiracocha era la de un oráculo. En Huarochirí, se menciona que él fue uno de los dioses que vaticinó el advenimiento de los Huiracochas (españoles) a estas tierras.
En dicho manuscrito, se lee lo siguiente:
Se dice que, poco antes de la aparición de los Huiracochas, Cuniraya se encaminó hacia el Cusco. Una vez allí, el dios habló con el Inca Huayna Capac: "Vamos, hijo, a Titicaca. Allí voy a contarte sobre mi existencia."
Cuniraya también le dijo: "Inga, dales instrucciones a tus hombres para que enviemos a los brujos, a todos los sabios, a las tierras de abajo." El Inga lo hizo enseguida.
Unos hombres afirmaban ser animados por el cóndor; otros se proclamaron ser animados por el halcón; y hubo uno que decía poder volar por el aire bajo la forma de una golondrina.
Entonces, Cuniraya les dio las siguientes instrucciones: "Id a las tierras de abajo; allí diréis a mi padre que su hijo os envía para que os entregue una de sus hermanas." 
De esta manera, el hombre animado por la golondrina se fue con los otros camascas o camacsas (chamanes). Asimismo, se les dio la orden de estar de vuelta en cinco días.
El camasca de la golondrina fue el primero en llegar.
Cuando este comunicó el mensaje que se le había encargado, el padre de Cuniraya le entregó lo que había pedido. Lo que le era solicitado se encontraba dentro de una pequeña taquilla (caja). Acto seguido, el padre le dijo que no la abriera antes que su señor Huayna Capac mismo lo hiciese.
Cuando se encontraba a poca distancia de Cusco, ese hombre que había trasladado la taquilla hasta aquí, invadido por la curiosidad, se dijo: "Voy a ver lo que puede ser." Y la abrió.
En su interior, se le apareció una mujer de elegante vestimenta y de exuberante belleza.
Su cabello era como oro encrespado; estaba vestida con ropa finísima y su tamaño era minúsculo.
Apenas el hombre la vio, la mujer se desvaneció.
El hombre, abatido por tal suceso, llegó al Titicaca, en la región del Cusco.
Uno de los presentes, posiblemente el mismo Huayna Capac, le dijo a aquel hombre: "Si no fueras animado por la Golondrina, en este mismo instante daría órdenes para que te matasen; vete; vuélvete tú mismo solo". Una vez dicho esto, el camasca fue enviado nuevamente a las tierras bajas.
El camasca regresó y acató la orden. Mientras, de vuelta, traía (la caja) y en el camino sentía sed o hambre mortal, no necesitaba sino hablar y se le presentaba una mesa tendida con todo lo que pedía. Lo mismo ocurría cuando necesitaba dormir. De ese modo, a los cinco días exactos llegó dicho camasca. Y, tanto el Inca como Cuniraya, lo recibieron con gran regocijo.
Antes de abrirlo, Cuniraya dijo: "Inga, vamos a trazar una línea aquí en el suelo; yo entraré en la tierra por este lado; por ese otro lado tú entrarás en la tierra con mi hermana; tú y yo no nos veremos más." Diciendo eso trazó una raya en el suelo.
Entonces, el Inca abrió la caja.
Aquel lugar en el que estaban quedó inmerso en luz.
Entonces, el Inca Huayna Cápac dijo: “Ya no voy a volverme de aquí; en este lugar mismo, voy a quedarme con mi ñusta, con mi coya". Dio instrucciones a un hombre, miembro de su ayllu, diciéndole: "Tú vete; vuelve al Cusco y di que eres Huayna Cápac en mi lugar".
En ese instante, el Inca desapareció con su señora; el dios Cuniraya hizo lo mismo.
Y desde entonces, después que aquel al que hemos llamado Huayna Capac murió, unos y otros proclamando la prioridad de sus derechos, (provocaron el derrumbe de su señorío). 